# 早馬町
早馬町（はやうまちょう）は静岡県浜松市中央区の町名。丁番を持たない単独町名である。住居表示未実施。

## 地理
浜松市中央区の中心部、アクト地区の西部に位置する。東で中央一丁目、西・北で常盤町、南で東田町及び田町と接する。

### 学区
- 浜松市立東小学校
- 浜松市立八幡中学校

## 歴史
早馬町は江戸時代の浜松宿下における城を維持するための職人と商人の町で、職業ごとに町が構成され、城の御用を務める無役町のうちの1町であったことに端を発する。なお、武家屋敷のあった早馬は明治15年に分器・舟蔵・百軒と合併して浜松常盤町となった。

### 沿革
- 1882年（明治15年） - 早馬町から浜松早馬町に町名変更を行う。
- 1889年（明治22年）4月1日 - 町村制の施行により、敷知郡浜松早馬町が周辺の町村と合併して敷知郡浜松町となる[WEB 7]。旧町名は浜松町の大字として残る[書籍 2]。
- 1896年（明治29年）4月1日 - 郡制の施行により、浜松町の所属郡が浜名郡に変更となる。
- 1911年（明治44年）7月1日 – 浜松町が市制施行して浜松市となる。
- 1925年（大正14年）5月1日 -  地籍整理により、大字早馬から早馬町に町名変更を実施。また、大字田及び大字常盤の各一部を編入。さらに、一部を北田町、常盤町及び八幡町へ編入[書籍 3]。
- 2006年（平成18年）3月1日 - 住居表示の実施に伴い、八幡町・常盤町・東田町・早馬町・板屋町・野口町・馬込町の各一部を合わせて中央一丁目が成立[WEB 8]。
- 2007年（平成19年）4月1日 - 浜松市が政令指定都市となる。早馬町は中区の一部となる。
- 2020年（令和2年）1月1日 - 地区名を「東地区」から「アクト地区」に変更[WEB 9]。
- 2024年（令和6年）1月1日 - 浜松市の行政区再編により、早馬町は中央区の一部となる。

## 施設
- 遠州鉄道遠州病院駅
- クリエート浜松
  - 浜松市中部協働センター
  - 浜松市文化コミュニティセンター
  - 浜松文芸館
  - 浜松市多文化共生センター
  - 浜松市人権啓発センター
  - 放送大学浜松サテライトスペース
  - 公益財団法人浜松国際交流協会（HICE）

## 交通

### 鉄道
- 遠州鉄道線：（新浜松 方面 - ）遠州病院（ - 西鹿島 方面）

### バス
- 遠鉄バス：2早出線、73・75・76笠井線、74・77・78蒲線：（浜松駅 - ）県総合庁舎（ - 早出上公園／イオンモール浜松市野／産業展示館／笠井上町 方面）

### 道路
- 浜松市道曳馬中田島線（広小路）

## その他

### 警察
警察の管轄区域は以下の通りである。
| 番・番地等 | 警察署         | 交番・駐在所 |
| ---------- | -------------- | ------------ |
| 全域       | 浜松中央警察署 | 新川交番     |

### 消防
消防の管轄区域は以下の通りである。
| 番・番地等 | 消防署   | 本署/出張所 |
| ---------- | -------- | ----------- |
| 全域       | 中消防署 | 相生出張所  |

### 書籍
1. ↑  『浜松市史 ニ』浜松市役所、1971年3月31日、93頁。
2. ↑  『浜松市史 三』浜松市役所、1980年3月26日、177頁。
3. ↑  『浜松市史 三』浜松市役所、1980年3月26日、355,356頁。

### WEB
1. ↑  “h02_22.csv”.   総務省 (2022年2月10日). 2024年10月3日閲覧。
2. ↑  “chuouku_menseki.xlsx”.   浜松市 (2024年3月12日). 2024年10月3日閲覧。
3. ↑  “静岡県 浜松市中央区 早馬町の郵便番号 - 日本郵便”.   日本郵便. 2025年2月15日閲覧。
4. ↑  “市外局番の一覧”.   総務省 (2022年3月1日). 2024年6月17日閲覧。
5. ↑  “事業所案内及び管轄地域（事務所3件、分室3件）”.   一般社団法人静岡県自動車会議所. 2024年6月17日閲覧。
6. ↑  “住居表示実施状況／浜松市”.   浜松市 (2024年1月4日). 2024年6月17日閲覧。
7. ↑  “historyofcities.pdf”.   静岡県総務部合併推進室・財団法人静岡県市町村振興協会. 2024年10月17日閲覧。
8. ↑  “zissizennzi.pdf”.   浜松市 (2024年1月4日). 2024年6月30日閲覧。
9. ↑  “setaisu-jinkousu_area_r02-01.pdf”.   浜松市 (2020年1月1日). 2024年6月17日閲覧。
10. ↑  “新川交番｜静岡県警察”.   静岡県警察 (2024年1月1日). 2024年6月17日閲覧。
11. ↑  “消防署の町別管轄「は」／浜松市”.   浜松市 (2024年3月21日). 2024年6月17日閲覧。